# دومانت (مینه‌سوتا)
دومانت، مینه‌سوتا (به انگلیسی: Dumont, Minnesota) یک شهر در ایالات متحده آمریکا است که در مینه‌سوتا واقع شده‌است.

## خصوصیات
دومانت ۱٫۱۷ کیلومترمربع مساحت و ۱۰۰ نفر جمعیت دارد و ۳۱۷ متر بالاتر از سطح دریا واقع شده‌است.